# Renault 4L
O Renault 4L foi um automóvel produzido pela francesa Renault.

## História
No final dos anos 50, os carros populares que faziam sucesso em França eram o Citroën 2CV, projectado em 1936 e lançado em 1948, e o Renault 4CV, cujo lançamento datava de agosto de 1947. Para a necessária substituição do velhinho Renault, Pierre Dreyfus (presidente) reuniu a sua melhor equipe de técnicos e engenheiros. Dreyfus exigiu-lhes um automóvel simples, moderno, barato e funcional, capaz de atender a tudo e todos, eficaz em estradas e no campo.
Estava também definido que o novo Renault teria por volta de 600 cm3 e 20cv e que herdaria boa parte da mecânica do 4CV, mas a tracção seria obrigatoriamente dianteira, o primeiro Renault com esta configuração. Em 3 de Agosto de 1961 era apresentado o Renault 4L, mas ficaria para sempre apelidado como R4. O seu primeiro motor tinha quatro cilindros, caixa de três velocidades em linha e 603 cm3. A potência de 20 cv às 4.700 rpm permitia velocidade máxima de 95 km/h e um consumo médio de 15 km/l. O capô abria-se de trás para a frente e a suspensão era independente nas quatro rodas, com barras de torção em ambos os eixos. E tinha uma grande primazia: o primeiro sistema de refrigeração selado do mundo, que evitava a perda e consequente reposição do liquido de refrigeração. Uma peculiaridade do novo Renault 4L era a distância entre eixos maior no lado direito, 2,45 contra 2,40 metros, uma imposição do tipo de suspensão traseira.
Por dentro a 4L era extremamente simples. Acomodava bem quatro passageiros em bancos muito simples, que só tinham forro, sendo que a estrutura era visível por trás e de lado. O espaço para bagagem também era razoável, podendo chegar a 950 litros sem assentos traseiros. À frente do volante de três raios ficavam apenas velocímetro e marcador de combustível, e o retrovisor no centro do painel do habitáculo.
Em 1962 era lançada a versão Super e passava a existir uma motorização de 747 cm3 de 27 cv. Um novo câmbio de quatro marchas estava também disponível e a velocidade máxima rompia agora os 100 km/h. Outra novidade era a versão Fourgonette (furgão em francês) que tinha a capacidade de carga aumentada. A parte traseira era mais alta e mais larga a cabine e o cliente podia optar por porta traseira de abertura lateral ou vertical bipartida.
Em 1964 eram atingidas as primeiras 500000 unidades matriculadas. A versão de passageiros da versão Fourgonette apenas veio em 1965. Neste ano chegava também a versão Parisiénne, criada em parceria com a revista feminina Elle. Esta versão tinha a particularidade de ter, nas laterais, uma pintura quadriculada escocesa, vermelha e preta, ou com tons bege e preto. Nesta versão os bancos dianteiros eram individuais. Era bastante bonito, chamava a atenção e tinha um certo charme, principalmente diante do público feminino. O motor crescia, passava a 845 cm3 e 34 cv. A velocidade máxima era agora de 115 km/h. Um ano depois o R4 ganhava uma grade maior, com aspecto mais moderno, que ocupava toda a largura da frente. O painel era redesenhado e todos os bancos ganhavam forras integrais. No início de 1966 o primeiro milhão de unidades matriculadas era atingido.
Em Setembro de 1970 o modelo Rodeo era apresentado, de desenho muito simples e com mecânica do R4, tinha carroçaria em plástico reforçado com fibra-de-vidro. Tinha duas portas e capota de lona. Era um concorrente directo do Mehari, derivado do Citroën 2CV. A concorrência começava a aumentar. Na mesma faixa de preço, além dos antigos "inimigos", estavam também Ford Escort, o Opel Kadett e o Fiat 127.
Em 1975 o R4 ganhava novos pára-choques e a grade tornava-se rectangular. O novo painel, com acabamento quase todo preto, era maior e mais seguro, com protecção de borracha. A alavanca de câmbio  e o retrovisor continuavam no mesmo sitio. Os bancos estavam mais anatómicos, confortáveis e com encostos para a cabeça. Em 1977 eram celebradas cinco milhões de unidades produzidas. Número que confirmava o sucesso alcançado pelo pequeno Renault.
Travões dianteiros de disco eram introduzidos em 1983, bem como um motor de maior cilindrada, que equipava uma nova versão denominada GTL, com 1.108 cm3, 34 cv às 4.000 rpm e velocidade final de 122 km/h. Em 1991 existiam as versões TL, GTL e GTL 4x4, com tracção nas quatro rodas. Foi um carro bastante comum nos correios e nas empresas de entrega rápida, mas também podia ser encontrado frequentemente nos quartéis da polícia e dos bombeiros. O Renault 4L é um dos carros mais vendidos com mais de 8 milhões de viaturas matriculadas.
Curiosidade: O papa Francisco possui um Renault 4L.

## Mecânica

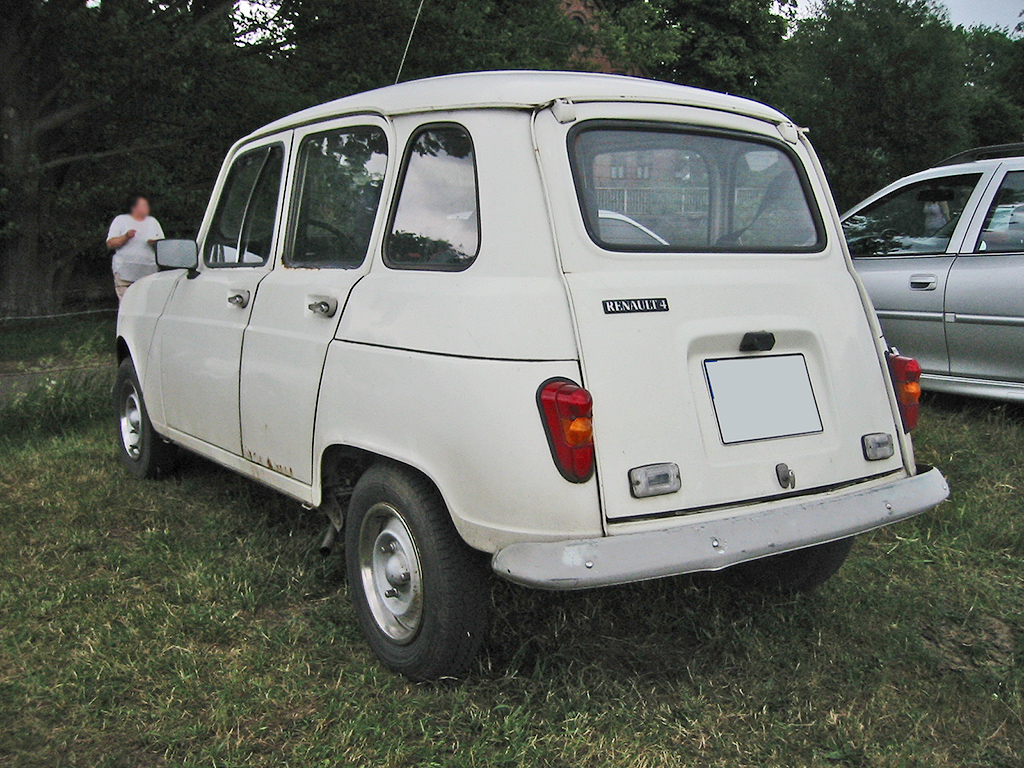
Traseira

A facilidade com a qual a 4L acumula os quilómetros sobre todos os tipos de terreno faz às vezes esquecer o seu maior inimigo. A corrosão, que muitas vezes começa por ser invisível, e quando nos apercebemos da sua presença, os estragos já são normalmente importantes. A estrutura portadora sobre a qual é aparafusada a carroçaria, é formidável para reparar a oxidação, que frequentemente começa por atacar os pavimentos.
É necessário ter em especial atenção os "sous-tapis" (uma espécie de cartão alcatroado-plastificado, colocado sob os tapetes de borracha, colados originalmente sobre o pavimento), onde a humidade tem tendência a acumular-se, incluindo na mala. O que não impede que fora a 4L também possa ser atacada, nomeadamente a nível dos membros e travessas, e pior ainda, das ancoragens das barras de torção: o ponto mais fraco, que pode pôr em perigo a vida do automóvel. As asas traseiras são frequentemente uma preocupação para os proprietários de Renault 4L´s. O alçapão de ventilação, sob o pára-brisas é de grande permeabilidade e constitui também uma passagem ideal para a água. Convém, por conseguinte supervisionar a carroçaria ao redor, incluindo sob o quadro de controlo.
O motor é bastante robusto e um verdadeiro devorador de quilómetros, que facilmente atinge quilometragens elevadas, na ordem do 200mil km atingindo em algumas ocasiões 300mil, ou mais, quilómetros. Cuidado com o frasco do líquido refrigeração: se ficar com cor térrea, o circuito corre o risco de entupir, convém, então, esvaziá-lo completamente, enchê-lo de água e rolar assim alguns dias. Isto terá o efeito de limpar o circuito, antes da descarga definitiva, desta vez enchendo com líquido de boa qualidade.

## Em Portugal
Em Portugal, o 4L chegava em CKD (em peças para ser montado) na Guarda. Foi feito entre 1964 e 1989, num total de 190.000 unidades.